# Article 12
Article 12 ist ein britischer Dokumentarfilm des argentinischen Regisseurs Juan Manuel Biaiñ. Er thematisiert den zwölften Artikel der Allgemeinen Erklärung der Menschenrechte, der den Schutz der Privatsphäre einfordert. Für den Film wurden eine Reihe international anerkannter Experten aus den Bereichen Überwachung, Kryptographie und gesellschaftliche Entwicklung interviewt.

## Handlung
Der Film thematisiert zunächst den privaten Drang des Einzelnen nach Information über Andere, um dann die gesellschaftlichen Verhältnisse der Individuen untereinander einzubeziehen und zu klären, wer eigentlich von der Überwachung der Bürger und Bürgerinnen profitiert. Dabei liegt der Fokus des Films auf der Entwicklung von Überwachung und Überwachungstechnik in den USA und in Großbritannien. Neben Interviews und dokumentarischem Material verwendet der Film auch fiktive, gespielte Szenen und gibt zum Teil konkrete Anregungen, um der steigenden Überwachung mittels kreativer Ansätze etwas entgegenzusetzen.

## Hintergrund
Der Titel des Films bezieht sich direkt auf Artikel 12 der Allgemeinen Erklärung der Menschenrechte, die im Dezember 1948 von der Generalversammlung der Vereinten Nationen verkündet wurde. Der Artikel im Wortlaut:

„Niemand darf willkürlichen Eingriffen in sein Privatleben, seine Familie, seine Wohnung und seinen Schriftverkehr oder Beeinträchtigungen seiner Ehre und seines Rufes ausgesetzt werden. Jeder hat Anspruch auf rechtlichen Schutz gegen solche Eingriffe oder Beeinträchtigungen.“

Zu den interviewten Personen gehören unter anderem der Linguist und selbsterklärte Sozialist Noam Chomsky, die US-amerikanische Journalistin und Democracy Now-Gründerin Amy Goodman, die Kryptografie-Experten Whitfield Diffie und Phil Zimmermann (Entwickler der E-Mail-Verschlüsselung Pretty Good Privacy), der Musiker Brian Eno, der Hacker Eric Corley (aka Emmanuel Goldstein) sowie der britische Philosoph A. C. Grayling.

## Veröffentlichung
Der Film wurde am 10. August 2010 auf dem Internationalen Filmfestival von Locarno uraufgeführt und nahm in den folgenden Jahren an einer Reihe weiterer Filmfestivals teil, unter anderem am Leeds Film Festival sowie am Fantasia Film Festival in Montreal 2011. Im Oktober 2011 lief er im Rahmenprogramm der österreichischen Big Brother Awards.